# Michel Espinosa
Michel Espinosa (Yaoundé, 15 settembre 1993) è un calciatore camerunese naturalizzato francese, centrocampista del Chassieu-Decines.

## Carriera
Ha giocato nella seconda divisione francese e nella massima serie croata e in quella bulgara.